# Orphelinat Sainte-Thérèse-de-l'Enfant-Jésus de Loumbila

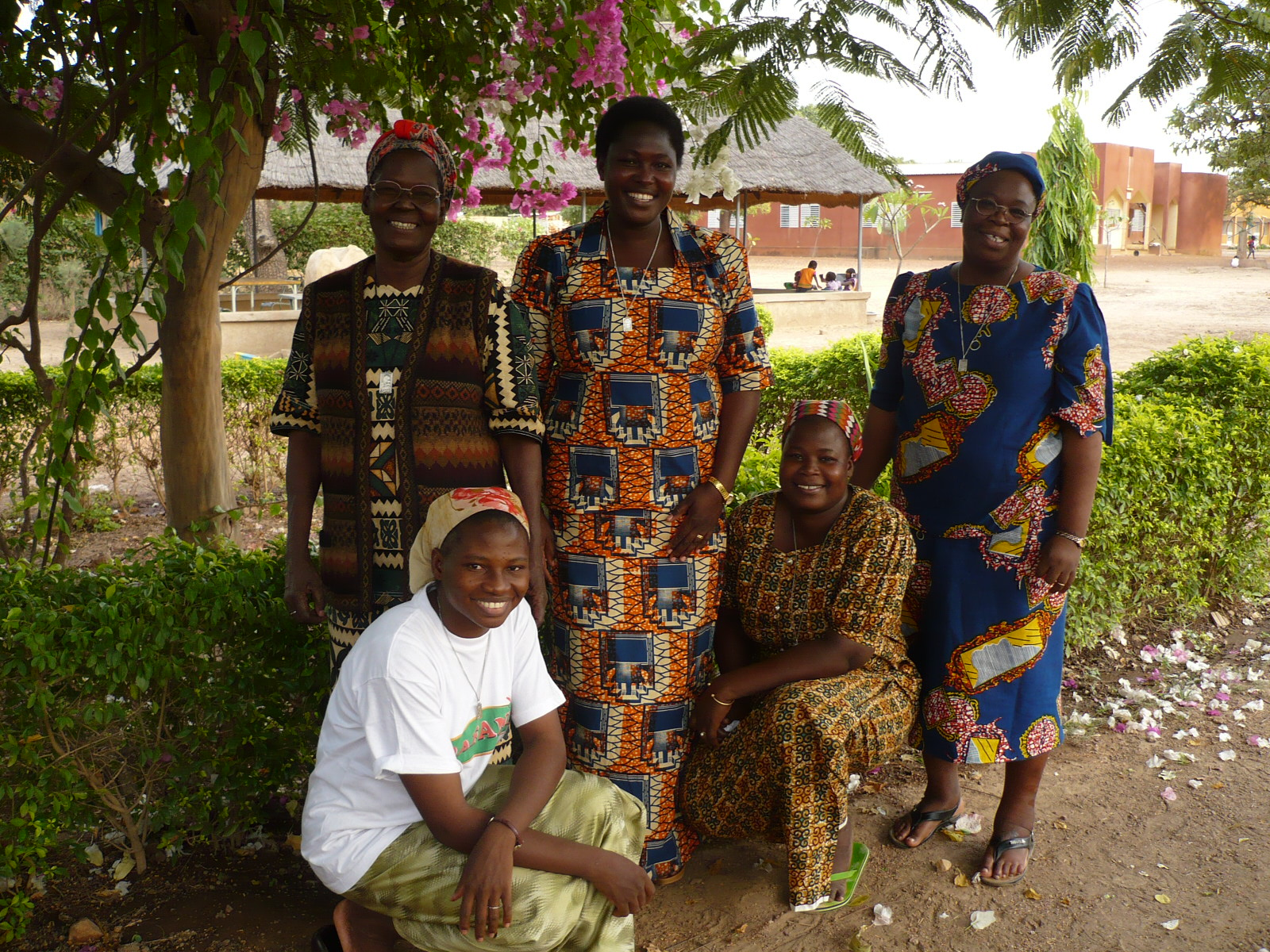
Travailleuses missionnaires de l’orphelinat en 2009.

L'Orphelinat Sainte-Thérèse-de-l'Enfant-Jésus de Loumbila est un orphelinat fondé au Burkina Faso par les Travailleuses missionnaires de l'Immaculée en 1995. Il est placé sous le patronage de sainte Thérèse de l'Enfant-Jésus.
Il est situé à 18 km au nord-est de Ouagadougou, sur la route nationale 3.

## Histoire
En 1995, une travailleuse missionnaire de l’Immaculée recueille une petite fille en difficulté. La nouvelle fait le tour des villages environnants et les nécessiteux accourent. La Communauté des Travailleuses missionnaires de l'Immaculée décide de fonder l'association Les Voies de l'Espérance (AVE) pour formaliser sa démarche et mieux structurer ses projets.
Le département de Loumbila (province d'Oubritenga) octroie un terrain de quatorze hectares à l'Association Les Voies de l'Espérance, qui y édifie, avec l'aide de partenaires, les premiers locaux de l'orphelinat.
Aujourd'hui[Quand ?], une équipe de cinq Travailleuses missionnaires de l'Immaculée dirige l'orphelinat.

## Réalisations
De 1995 à 2012, l'orphelinat a accueilli en son sein environ quatre cents enfants. Chaque année, les pensionnaires sont un peu moins de la centaine, contre deux cents (200) externes, enfants qui sont pris en charge directement dans leurs familles.
L'orphelinat dispose des infrastructures suivantes : 
- des dortoirs,
- un réfectoire,
- une école maternelle[1] et primaire (ouverte aux enfants du village),
- un dispensaire (accessible par les habitants des alentours),
- une chapelle dédiée au Saint Pape Jean-Paul II,
- un espace d'élevage (quelques porcs, poules pondeuses, caprins, bovins, ânes, etc.),
- un centre de culture maraîchère,
- des bassins de production de spiruline,
- une pizzeria (avec notamment sa boulangerie), qui est la principale source d'argent pour financer l'enseignement à l'école[1].